# Гойя (премия, 1991)
V церемония вручения премии «Гойя» состоялась 16 февраля 1991 года. Ведущие — Хорхе Санс и Лидия Бош.

## Номинации

### Главные премии
| Лучший фильм | Лучший режиссёр |
| --- | --- |
| - Ай, Кармела! / ¡Ay, Carmela! - Письма Алу / Las cartas de Alou - Свяжи меня! / ¡Átame!                                                                                              | - Карлос Саура — Ай, Кармела! / ¡Ay, Carmela! - Мончо Армендарис — Письма Алу / Las cartas de Alou - Педро Альмодовар — Свяжи меня! / ¡Átame!                                                  |
| Лучший актёр | Лучшая актриса |
| - Андрес Пахарес — Ай, Кармела! / ¡Ay, Carmela! - Иманоль Ариас — Наедине с тобой / A solas contigo - Антонио Бандерас — Свяжи меня! / ¡Átame!                                        | - Кармен Маура — Ай, Кармела! / ¡Ay, Carmela! - Чаро Лопес — Сама естественность / Lo más natural - Виктория Абриль — Свяжи меня! / ¡Átame!                                                    |
| Лучший актёр второго плана | Лучшая актриса второго плана |
| - Габино Диего — Ай, Кармела! / ¡Ay, Carmela! - Хуан Эчанове — Наедине с тобой / A solas contigo - Франсиско Рабаль — Свяжи меня! / ¡Átame!                                           | - Мария Барранко — Возрасты Лулу / Las edades de Lulú - Росарио Флорес — Против ветра / Contra el viento - Лолес Леон — Свяжи меня! / ¡Átame!                                                  |
| Лучший оригинальный сценарий | Лучший адаптированный сценарий |
| - Письма Алу / Las cartas de Alou — Мончо Армендарис - Наедине с тобой / A solas contigo — Эдуардо Кальво, Агустин Диас Янес, Маноло Матхи - Свяжи меня! / ¡Átame! — Педро Альмодовар | - Ай, Кармела! / ¡Ay, Carmela! — Мария Барранко - Возрасты Лулу / Las edades de Lulú — Бигас Луна, Альмудена Грандес - У кипариса длинная тень / La sombra del ciprés es alargada — Лолес Леон |
| Лучший режиссёрский дебют | Лучший иностранный фильм на испанском языке |
| - Роса Верхес — Бум-бум/ Boom Boom - Хосе Мария Каррено — Паршивая овца / Ovejas negras - Пако Периньян — Против ветра / Contra el viento                                             | - Упавшие с небес / Caídos del cielo - Мария Антония / María Antonia - Леденец или мята / Caluga o Menta                                                                                       |

### Другие номинации
| Лучшая операторская работа | Лучший монтаж |
| --- | --- |
| - Письма Алу / Las cartas de Alou — Альфредо Фернандес Майо - Ай, Кармела! / ¡Ay, Carmela! — Хосе Луис Алькайне - Свяжи меня! / ¡Átame! — Хосе Луис Алькайне | - Ай, Кармела! / ¡Ay, Carmela! — Пабло Гонсалес дель Амо - Письма Алу / Las cartas de Alou — Росарио Сайнс де Росас - Свяжи меня! / ¡Átame! — Хосе Сальседо  |
| Лучшая работа художника | Лучший продюсер |
| - Ай, Кармела! — Рафаэль Пальмеро - Сама естественность — Рафаэль Пальмеро - Свяжи меня! — Ферран Санчес                                                     | - Ай, Кармела! — Виктор Альбарран - Письма Алу — Примитиво Альваро - Свяжи меня! — Эстер Гарсиа                                                              |
| Лучший звук | Лучшие спецэффекты |
| - Ай, Кармела! — Хильес Ортион и Альфонсо Пино - Письма Алу — Эдуардо Фернандес и Пьер Лоррен - Свяжи меня! — Даниэль Гольдстейн и Рикардо Стейнберг         | - Ай, Кармела! — Реес Абадес - Дон Хуан, мой дорогой призрак — Хуан Рамон Молина и Карлос Сантос - Письма Алу — Реес Абадес и Хуан Рамон Молина              |
| Лучшие костюмы | Лучший грим |
| - Ай, Кармела! — Рафаэль Пальмеро и Мерседес Санчес - Это я — Хосе Мария Гарсия, Лина Монтеро и Мария Луиса Сабала - Свяжи меня! — Хосе Мария Коссио         | - Ай, Кармела! — Пакита Нуньес и Хосе Антонио Санчес - Это я — Хуан Карлос Эрнандес и Леонардо Страфейс - Свяжи меня! — Хуан Карлос Эрнандес и Хесус Монкуси |
| Лучшая музыка | Лучший короткометражный фильм |
| - Сама естественность — Хосе Ньето - Ай, Кармела! — Алехандро Массо - Свяжи меня! — Эннио Морриконе                                                          | - Путешествие воды / El viaje del agua - Черный или белый / Black or White - Беспомощность / Indefenso                                                       |

## Премия «Гойя» за заслуги
- Энрике Аларкон